# Willie Johnston
Willie Johnston, właśc. William McClure Johnston (ur. 19 grudnia 1946 w Glasgow) – szkocki piłkarz występujący podczas kariery na pozycji pomocnika.

## Kariera klubowa
Willie Johnston zawodową karierę rozpoczynał w 1963 roku w szkockim klubie Rangers. Z Rangersami zdobył Pucharu Szkocji w 1966 oraz dwukrotnie Pucharu Ligi Szkockiej w 1965 i 1975. W trakcie sezonu 1972/73 przeszedł do angielskiego West Bromwich Albion, z którym kilka miesięcy później spadł do drugiej ligi. W 1976 powrócił z WBA do Divsion One.
W 1979 został zawodnikiem występującego w North American Soccer League kanadyjskiego klubu Vancouver Whitecaps. Z Whitecaps zdobył jedyne w jego historii mistrzostwo NASL w 1979. W Whitecaps z przerwami na grę w Birmingham City i Rangers do 1982. Z Rangers zdobył Puchar Szkocji w 1981. W 1982 powrócił do Szkocji i został zawodnikiem Heart of Midlothian. Karierę zakończył w czwartoligowym East Fife w 1985.
| Sezon   | Klub                      | Kraj     | Rozgrywki             | Mecze | Bramki |
| ------- | ------------------------- | -------- | --------------------- | ----- | ------ |
| 1964/65 | Rangers F.C.              | Szkocja  | Division One          | 17    | 5      |
| 1965/66 | Rangers F.C.              | Szkocja  | Division One          | 31    | 9      |
| 1966/67 | Rangers F.C.              | Szkocja  | Division One          | 21    | 4      |
| 1967/68 | Rangers F.C.              | Szkocja  | Division One          | 31    | 18     |
| 1968/69 | Rangers F.C.              | Szkocja  | Division One          | 29    | 18     |
| 1969/70 | Rangers F.C.              | Szkocja  | Division One          | 29    | 12     |
| 1970/71 | Rangers F.C.              | Szkocja  | Division One          | 25    | 9      |
| 1971/72 | Rangers F.C.              | Szkocja  | Division One          | 24    | 11     |
| 1972/73 | Rangers F.C.              | Szkocja  | Division One          | 4     | 2      |
| 1972/73 | West Bromwich Albion F.C. | Anglia   | Division One          | 22    | 0      |
| 1973/74 | West Bromwich Albion F.C. | Anglia   | Division Two          | 35    | 2      |
| 1974/75 | West Bromwich Albion F.C. | Anglia   | Division Two          | 38    | 6      |
| 1975/76 | West Bromwich Albion F.C. | Anglia   | Division Two          | 39    | 6      |
| 1976/77 | West Bromwich Albion F.C. | Anglia   | Division One          | 34    | 1      |
| 1977/78 | West Bromwich Albion F.C. | Anglia   | Division One          | 32    | 2      |
| 1978/79 | West Bromwich Albion F.C. | Anglia   | Division One          | 7     | 0      |
| 1979    | Vancouver Whitecaps       | Kanada   | NASL                  | 27    | 2      |
| 1979/80 | Birmingham City F.C.      | Anglia   | Division Two          | 15    | 0      |
| 1980    | Vancouver Whitecaps       | Kanada   | NASL                  | 14    | 2      |
| 1980/81 | Rangers F.C.              | Szkocja  | Premier Division      | 27    | 2      |
| 1981/82 | Rangers F.C.              | Szkocja  | Premier Division      | 8     | 0      |
| 1982    | Vancouver Whitecaps       | Kanada   | NASL                  | 18    | 0      |
| 1982/83 | Heart of Midlothian F.C.  | Szkocja  | Premier Division      | 27    | 6      |
| 1982/83 | South China AA            | Hongkong | First Division League | ?     | ?      |
| 1983/84 | Heart of Midlothian F.C.  | Szkocja  | Premier Division      | 18    | 2      |
| 1984/85 | Heart of Midlothian F.C.  | Szkocja  | Premier Division      | 10    | 1      |
| 1984/85 | East Fife F.C.            | Szkocja  | Third Division        | 3     | 0      |

## Kariera reprezentacyjna
W reprezentacji Szkocji Johnston zadebiutował 13 października 1965 w przegranym 1-2 meczu eliminacjach mistrzostw świata 1966 z Polską. W 1978 został powołany do kadry na mistrzostwa świata. Na mundialu w Argentynie wystąpił w mecze z Peru, który był jego ostatnim meczem w reprezentacji. Ogółem w reprezentacji rozegrał 22 mecze.
| Mecze i gole w reprezentacji | Mecze i gole w reprezentacji | Mecze i gole w reprezentacji | Mecze i gole w reprezentacji | Mecze i gole w reprezentacji | Mecze i gole w reprezentacji | Mecze i gole w reprezentacji             |
| #                            | Data                         | Miasto                       | Przeciwnik                   | Gol                          | Wynik                        |                                          |
| ---------------------------- | ---------------------------- | ---------------------------- | ---------------------------- | ---------------------------- | ---------------------------- | ---------------------------------------- |
| 1.                           | 13.10.1965                   | Bratysława                   | Polska                       |                              | 1:2                          | el. MŚ 1966                              |
| 2.                           | 24.11.1965                   | Glasgow                      | Walia                        |                              | 4:1                          | British Home Championship                |
| 3.                           | 02.04.1966                   | Glasgow                      | Anglia                       |                              | 3:4                          | British Home Championship                |
| 4.                           | 11.05.1966                   | Glasgow                      | Holandia                     |                              | 0:3                          | towarzyski                               |
| 5.                           | 22.11.1967                   | Glasgow                      | Walia                        |                              | 3:2                          | el. Euro 1968, British Home Championship |
| 6.                           | 24.02.1968                   | Glasgow                      | Anglia                       |                              | 1:1                          | el. Euro 1968, British Home Championship |
| 7.                           | 06.05.1969                   | Glasgow                      | Irlandia Północna            |                              | 1:1                          | British Home Championship                |
| 8.                           | 18.04.1970                   | Belfast                      | Irlandia Północna            |                              | 1:0                          | British Home Championship                |
| 9.                           | 11.11.1970                   | Glasgow                      | Dania                        |                              | 1:0                          | el. Euro 1972                            |
| 10.                          | 27.04.1977                   | Glasgow                      | Szwecja                      |                              | 3:1                          | towarzyski                               |
| 11.                          | 28.05.1977                   | Wrexham                      | Walia                        |                              | 0:0                          | British Home Championship                |
| 12.                          | 01.06.1977                   | Glasgow                      | Irlandia Północna            |                              | 3:0                          | British Home Championship                |
| 13.                          | 04.06.1977                   | Londyn                       | Anglia                       |                              | 2:1                          | British Home Championship                |
| 14.                          | 15.06.1977                   | Santiago                     | Chile                        |                              | 4:2                          | towarzyski                               |
| 15.                          | 18.06.1977                   | Buenos Aires                 | Argentyna                    | Gol                          | 1:1                          | towarzyski                               |
| 16.                          | 23.06.1977                   | Rio de Janeiro               | Brazylia                     |                              | 1:2                          | towarzyski                               |
| 17.                          | 07.09.1977                   | Berlin                       | NRD                          |                              | 0:1                          | towarzyski                               |
| 18.                          | 21.09.1977                   | Glasgow                      | Czechosłowacja               |                              | 3:1                          | el. MŚ 1978                              |
| 19.                          | 12.10.1977                   | Liverpool                    | Walia                        | Gol                          | 2:0                          | el. MŚ 1978                              |
| 20.                          | 17.05.1978                   | Glasgow                      | Walia                        |                              | 1:1                          | British Home Championship                |
| 21.                          | 20.05.1978                   | Glasgow                      | Anglia                       |                              | 0:1                          | British Home Championship                |
| 22.                          | 03.06.1978                   | Córdoba                      | Peru                         |                              | 2:0                          | Mistrzostwa Świata                       |